# Mahi-Cab
Mahi-Cab es una localidad del municipio de Espita en el estado de Yucatán localizado en el sureste de México.

## Toponimia
El nombre (Mahi-Cab)  proviene del idioma maya.

## Hechos históricos
- En 1990 cambia su nombre de Mahaicab a Mahay Cab.
- En 2000 cambia a Mahi-Cab.